# Stary Śmiecin
Stary Śmiecin (dawn. Śmiecin Stary) – zachodnia część miasta Ciechanowa w Polsce, w województwie mazowieckiem, w powiecie ciechanowskim. Rozpościera się w rejonie ulicy św. Maksymiliana Marii Kolbego.

## Historia
Śmiecin Stary to dawniej samodzielna wieś, należąca od reformy gminnej w 1867 roku do gminy Nużewo w powiecie ciechanowskim w guberni płockiej. Od 1919 w woj. warszawskim, gdzie 20 października 1933 utworzył gromadę (sołectwo) w gminie Nużewo.
Po II wojnie światowej Śmiecin Stary należał do gminy Nużewo w powiecie ciechanowskim w województwie warszawskim, stanowiąc jedną z jej 33 gromad (ze Starego Śmiecina wyodrębniono Śmiecin Nowy, jako odrębną gromadę). W związku z reformą administracyjną kraju jesienią 1954 wszedł w skład gromady Pęchcin. Po zniesieniu gromady Pęchcin 1 stycznia 1958 wszedł w skład nowo utworzonej gromady Ciechanów, gdzie przetrwał do końca 1972 roku, czyli do kolejnej reformy administracyjnej. 1 stycznia 1973, jako część sołectwa Śmiecin, wszedł w skład nowo utworzonej gminy Ciechanów, oprócz 120 ha, które włączono do Ciechanowa.
Od 1 czerwca 1975 znajdował się w województwie ciechanowskim. 1 sierpnia 1977 włączony do Ciechanowa.